# Американская фондовая биржа
Американская Фондовая Биржа (англ. American Stock Exchange, AMEX) — одна из крупнейших региональных бирж США, расположена в Нью-Йорке. Берёт своё начало в 1911 году, когда нью-йоркские уличные торговцы акциями объединились в ассоциацию New York Curb Market Association. В 1953 году получила название American Stock Exchange. После обвала рынка в 1987 году биржа ужесточила правила торгов, подняв уровень биржевой маржи (инструмент гарантийного обеспечения при торгах) и установив максимально допустимый уровень падения цен на акции, после которого торги прекращаются. В начале 1990-х годов AMEX первой в мире ввела систему электронных торгов с использованием беспроводных терминалов. В 1998 году биржа была куплена NASDAQ, однако в 2004 году участники AMEX выкупили площадку. Позднее объединена с NYSE. 10 мая 2012 переименована в NYSE MKT LLC.
- Объём торгов: $608,091 млрд (2005 год).
- Листинг: 814 компаний (2006 год).
- Капитализация: $82,66 млрд (2006 год).
- Прибыль: $89 млн (2004 год).

Основной индекс: XAX (Amex Composite) — отражает состояние акций и депозитарных расписок (ADR) всех компаний на бирже.
Прочие индексы:
- Amex Gold BUGS Index — объединяет акции золотодобывающих компаний.
- Amex Oil Index — включает в себя нефтяные компании.

## События
В 1950-е годы биржа пережила ряд скандалов, связанных с ценовыми манипуляциями и торговлей незарегистрированными акциями. В 1972 году AMEX почти сравнялась с Нью-Йоркской фондовой биржей (NYSE) по листингу, но с появлением электронной биржи NASDAQ с AMEX начался отток компаний. Кризис продолжался около 10 лет, пока биржа не начала торговать гособлигациями, опционами, деривативами и допускать в листинг иностранные компании.